# 迷离劫
《迷离劫》（法語：Irma Vep）是1996年由法国导演奥利维耶·阿萨亚斯执导的電影，香港女星张曼玉主演。故事所讲述一个中年法国电影导演（讓-皮埃爾·里奧 饰演）的尝试翻拍路易·費雅德的经典无声电影《吸血鬼》带来的灾难。它通过外国人（张曼玉）的眼光来审视法国当时电影业的状态。
本影曾在1996年坎城影展「一種注目」单元放映。

## 演員
- 張曼玉 飾演 她自己
- 讓-皮埃爾·里奧 飾演 René Vidal
- 娜塔莉·理查（英语：Nathalie Richard） 飾演 Zoé
- 安東尼·巴塞爾（英语：Antoine Basler） 飾演 記者
- 娜塔莉·布伏（英语：Nathalie Boutefeu） 飾演 Laure
- 艾歷克斯·德斯卡（英语：Alex Descas） 飾演 Desormeaux
- Dominique Faysse 飾演 Maïté
- Arsinée Khanjian（英语：Arsinée Khanjian） 飾演 L'américaine
- Bernard Nissile 飾演 Markus
- Olivier Torres 飾演 Ferdinand與Moreno
- 布魯·歐吉爾（英语：Bulle Ogier） 飾演 Mireille
- 盧·卡斯特爾（英语：Lou Castel） 飾演 José Mirano
- 賈克·費許（英语：Jacques Fieschi） 飾演 Roland
- Estelle Larrivaz 飾演 La standardiste
- Balthazar Clémenti 飾演 Robert